# Taken 3
Taken 3 este un film thriller de acțiune francez, în limba engleză, regizat de Olivier Megaton după un scenariu de Luc Besson și Robert Mark Kamen. Acesta este sequelul filmului din 2012 Taken 2 și cea de-a treia și ultima parte din seria de filme Taken. În rolurile principale sunt Liam Neeson, Maggie Grace, Famke Janssen și Forest Whitaker.
Filmul a fost lansat de 20th Century Fox în Statele Unite pe 9 ianuarie 2015.

## Sinopsis
Bryan Mills este învinuit de omorul fostei sale soții, fapt pe care nu l-a comis.

## Distribuție
- Liam Neeson în rolul lui Bryan Mills
- Maggie Grace în rolul lui Kim Mills
- Famke Janssen în rolul lui Lenore Mills
- Forest Whitaker în rolul lui Franck Dotzler[5]
- Jon Gries în rolul lui Casey[6]
- Leland Orser în rolul lui Sam[6]
- Jonny Weston în rolul iubitului lui Kim